# Coacervazione
La coacervazione è un fenomeno che si manifesta, a certe condizioni, nelle soluzioni o nelle dispersioni molecolari che non sono in equilibrio termodinamico. Viene indotta da variazioni di temperatura, pH o l'aggiunta di sostanze che innescano la separazione. Una fase ricca di coacervati si separa dalla fase ricca di solvente.
Se il solvente è polare, come l'acqua, gli aggregati possono caricarsi conferendo stabilità al sistema.
Si ritiene che i processi di coacervazione siano in relazione con importanti fenomeni biologici, quali per esempio la produzione e il trasporto degli anticorpi nelle plasmacellule, l'organizzazione subcellulare dei sistemi enzimatici, gli scambi materiali attraverso le membrane biologiche. Su tale fenomeno si basa inoltre una delle moderne teorie sull'origine della vita.
Si chiama coacervazione complessa quella dove la separazione di fase, liquido/liquido, proviene da soluzioni o dispersioni molecolari con macromolecole, in genere polimeri o proteine, a carica opposta.